# На Авфилену
«На Авфиле́ну» — условное название двух стихотворений римского поэта Гая Валерия Катулла, включённых в состав посмертного сборника («Книги Катулла Веронского») под номерами 110 и 111. Автор здесь обращается к гетере Авфилене: в первом стихотворении укоряет её за то, что она взяла деньги, но не оказала услугу, во втором — обвиняет в инцесте с дядей.
Авфилена упоминается и в стихотворении № 100 («К Целию») как предмет любви веронца Целия. Возможно, она же фигурирует и в стихотворении № 82, «К Квинтию».
Исследователи отмечают, что обвинение в инцесте — расхожий мотив в античной поэзии эпиграмматического жанра.